# Pelota vasca

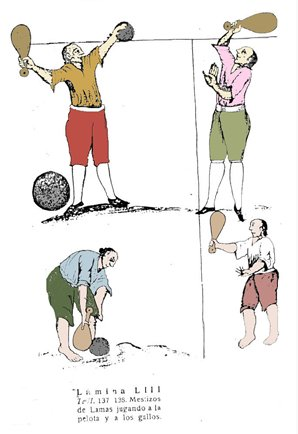
Mestizos de Lamas jugando a la pelota y a los gallos, acuarela indígena peruana del siglo XVIII, parte del Truxillo del Perú del religioso Baltasar Martínez Compañón.

La pelota vasca (en euskera, euskal pilota o simplemente pilota) es un deporte tradicional del norte de España y suroeste de Francia, con especial arraigo en el País Vasco, La Rioja, Navarra, el País Vasco francés y en menor medida en algunas zonas del norte de Castilla y León .y  sureste de Andalucía 
Generalmente requiere la participación de, al menos, dos jugadores o bien de dos parejas que en líneas generales golpean por turnos una pelota contra un muro llamado «frontis», hasta conseguir un tanto. La cancha en la cual se juega se denomina frontón, existiendo una variante denominada trinquete, que es una cancha cerrada con un tejadillo lateral.
El origen del juego se sitúa en el siglo XIII en el Reino de Navarra, donde se practicaba un juego bastante semejante conocido como el juego de palma. De este juego se cree que derivan diversos juegos de pelota, como la pelota vasca, la segoviana, la valenciana o el tenis.
Este deporte se juega principalmente en el País Vasco, La Rioja y Navarra
aunque también hay federaciones de pelota vasca en otras regiones de España, así como en Francia, Argentina, Bolivia, Brasil, Canadá, Chile, Costa Rica, Colombia, Cuba, Ecuador, El Salvador, Estados Unidos (incluida Puerto Rico), Filipinas, Grecia, Guatemala, Países Bajos, India, Italia, México, Paraguay, Perú, República Dominicana, Suecia, Uruguay y Venezuela. Al deportista que practica este deporte se le denomina «pelotari».
La Federación Internacional de Pelota Vasca (FIPV) reconoce cuatro modalidades con un total de catorce especialidades oficiales. Se considera modalidad el tipo de cancha donde se juega, y especialidad, lo que en ella se practica. Las modalidades y especialidades oficiales son:
- En trinquete se juega a paleta con pelota de goma (hombres y mujeres), a paleta con pelota de cuero, a mano (individual y por parejas) y a xare (o share).
- En frontón de 36 metros (también llamado frontón corto o pared izquierda) se juega a pala corta, paleta con pelota de cuero y mano (individual y por parejas) y paleta goma maciza.
- En frontón de 30 metros se juega a frontenis (hombres y mujeres) y paleta con pelota de goma.
- En frontón de 54 metros (también llamado frontón largo o Jai Alai) se juega a cesta punta.

Además de las modalidades y especialidades reconocidas por la Federación Internacional, existen otras modalidades y especialidades que se practican de forma local.

## Historia
A lo largo del mundo, numerosas civilizaciones han practicado distintos juegos de pelota. Solían competir individualmente, desarrollándose el juego en praderas convenientemente delimitadas; el juego permitía la distracción y el desafío personal. La pelota es por lo tanto un juego universal; las formas más codificadas del juego se encontraban en América del Sur, Oriente Medio o Europa Occidental. El Jeu de Paume, el juego del tamboril, el del tamiz, son manifestaciones vivas de los antiguos juegos de pelota y la pelota vasca y el tenis son legados directos de aquellos juegos.
El avance del Imperio romano llevó al territorio francés el juego denominado pila. Su posterior evolución derivaría en el Jeu de Paume. Este juego, que se practicaba en las praderas y en las plazas de los pueblos, mantuvo su nombre de paume (palma) pese a la progresiva utilización de diversos implementos de golpeo. Los burgueses y aristócratas emplearon guantes y raquetas.
En el siglo XII, aumentan de forma paulatina los documentos que avalan la expansión del juego de la pelota. En la Edad Media es evidente que los palaciegos, la nobleza y los reyes tenían sus llamados trinquetes. Es Francia la pionera en el juego de la pelota, respecto a la posible similitud con los tiempos actuales, incluyendo dos modalidades: la longue paume y la courte paume.
En los siglos XII y XIV, el juego de paume se generaliza por toda Francia. A. de Luze, un estudioso de la evolución pelotística, contabiliza en el año 1933 la existencia de más de 300 tripots o juegos de pelota durante los espacios de tiempo que van del XIII al XIV. Las primeras noticias del juego de largo «se sitúan al filo de la Revolución Francesa».
En el Reino de Navarra este deporte ya era popular en el siglo XIV, siendo el testimonio más antiguo del año 1331, tal y como lo recoge Fernando de Mendoza tras consultar la documentación guardada en el Archivo Real y General de Navarra:

El polvoriento librote que manejaba me aseguró que el rey [Felipe de Évreux] tenía afición al juego de la palma, y que en 1331 mandó a Pedro de Olaiz, famoso carpintero, cuyo nombre en los libros del tiempo sale a cada caso que levantara de nuevo una tribuna en el claustro de Predicadores de Pamplona para contemplar desde ella las peripecias del juego
Fernando de Mendoza (1916)

Del documento se aprecia que el deporte ya era popular en Pamplona, la capital del Reyno, concretamente la modalidad de pelota a lo largo y a mano (jeu de paume). La construcción de una nueva cancha indica que anteriormente ya existía otra, situada en el claustro del convento de los Dominicos, en el burgo de la Navarrería, que necesitaba una reparación.
En el siglo XVII, el juego de pelota era preferentemente el «juego de largo» con guante o laxoa. Es en el XIX, en su última década, cuando se asientan las modalidades más representativas de la pelota: mano, pala, remonte y cesta punta, exportando estas modalidades a gran parte del mundo. La cesta-punta será la modalidad que más se universalice. América se convierte en el continente acogedor del juego de pelota que los vascos llevan dentro de su cultura.
En el siglo XX, brota el profesionalismo. En el campo aficionado las competiciones se inician en 1925. Germinan los torneos de toda índole por doquier bajo el impulso de los órganos federativos o empresariales, llegando a abrirse frontones en Cuba, Egipto y China, entre otros lugares. El frontón de Shanghái fue especialmente importante. La afición se extiende en este siglo, aunque las curvaturas cíclicas muestran épocas de esplendor y decadencia.
En el ámbito amateur, los campeonatos del mundo, instaurados en 1952 en San Sebastián, se erigen en el más importante evento pelotístico. Es un reencuentro, cada cuatro años, de aquellos países que rinden culto con el mayor de los fervores al deporte de la pelota.

### La pelota vasca en Cataluña

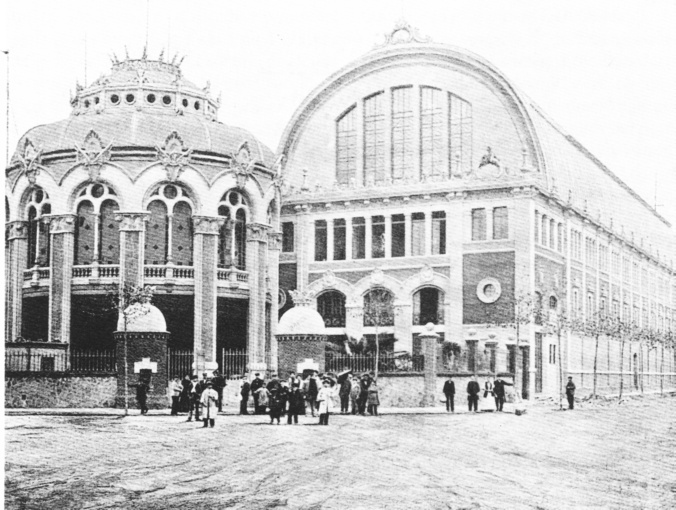
El Frontón Barcelonés, realizado por el arquitecto Enrique Sagnier en 1893 en la calle Diputación n.º 415 de Barcelona, y demolido en 1902

Los primeros frontones catalanes de los que se tiene constancia fueron el Frontón Barcelonés (de 1893), el Condal (de 1893, donde se fundó la Real Sociedad de Sport Vasco de Cataluña) y el Principal Palace (del año 1914). La práctica principal era la de profesionales de cesta-punta con apuestas. Una guía turística sobre Barcelona de 1840 ya menciona de un local para "juegos de pelota", aunque no queda claro qué tipo de juego o juegos se jugaban.
En los años veinte se crean más frontones en Barcelona, como el frontón largo Novedades (construido entre 1926 y 1927), y los frontones cortos Colom, Sol y Sombra, Chiqui y Condal (segundo frontón con el mismo nombre). La afición a este juego es muy alta, y la mayoría de clubes de barrio o casinos de pueblo acaban edificando una pared para la práctica del frontón, ya sea para jugar con la mano u otras modalidades. [cita requerida]
El año 1924 se fusionan el Barcelonés y la Real Sociedad de Sport Vasco dando vida al Club Vasconia. La Federación Catalana de Pelota se formó en 1924.
En los años 40 y 50 en Barcelona funcionaban gran cantidad de frontones. Entre los cubiertos, destacaron el Sol y Sombra, Principal Palacio, Novedades, Colom, Nuevo Mundo, Barcelona, Chiqui y Condal. Entre los descubiertos, destacaron la Independencia, Amàlia, Poblenou o Bassegoda. Entre los clubes, los mejores eran el Atano y el Manista,  en pelota mano; el Vascònia en cesta punta; y el Piscinas y Deportes y el CN Barcelona en mano y pala. había un gran ambiente y las apuestas estaban a la orden del día. Por el Principal Palacio pasaron los mejores puntistes del mundo, pero Cataluña destacó, principalmente, por los jugadores aficionados. En este aspecto destacaron hombres como, Manuel Balet, Joaquim Balet, Barasona y Puigvert en cesta punta. En pala destacó Juan Vilá Reyes, quien más tarde fue presidente del RCD Español, y los hermanos Massip (Pedrín Y y Pedrín II). En pelota a mano destacaron Gudiol de Tarrasa, así como Díaz, Medina, Pascual y Torres.[cita requerida]

## Modalidades de pelota vasca

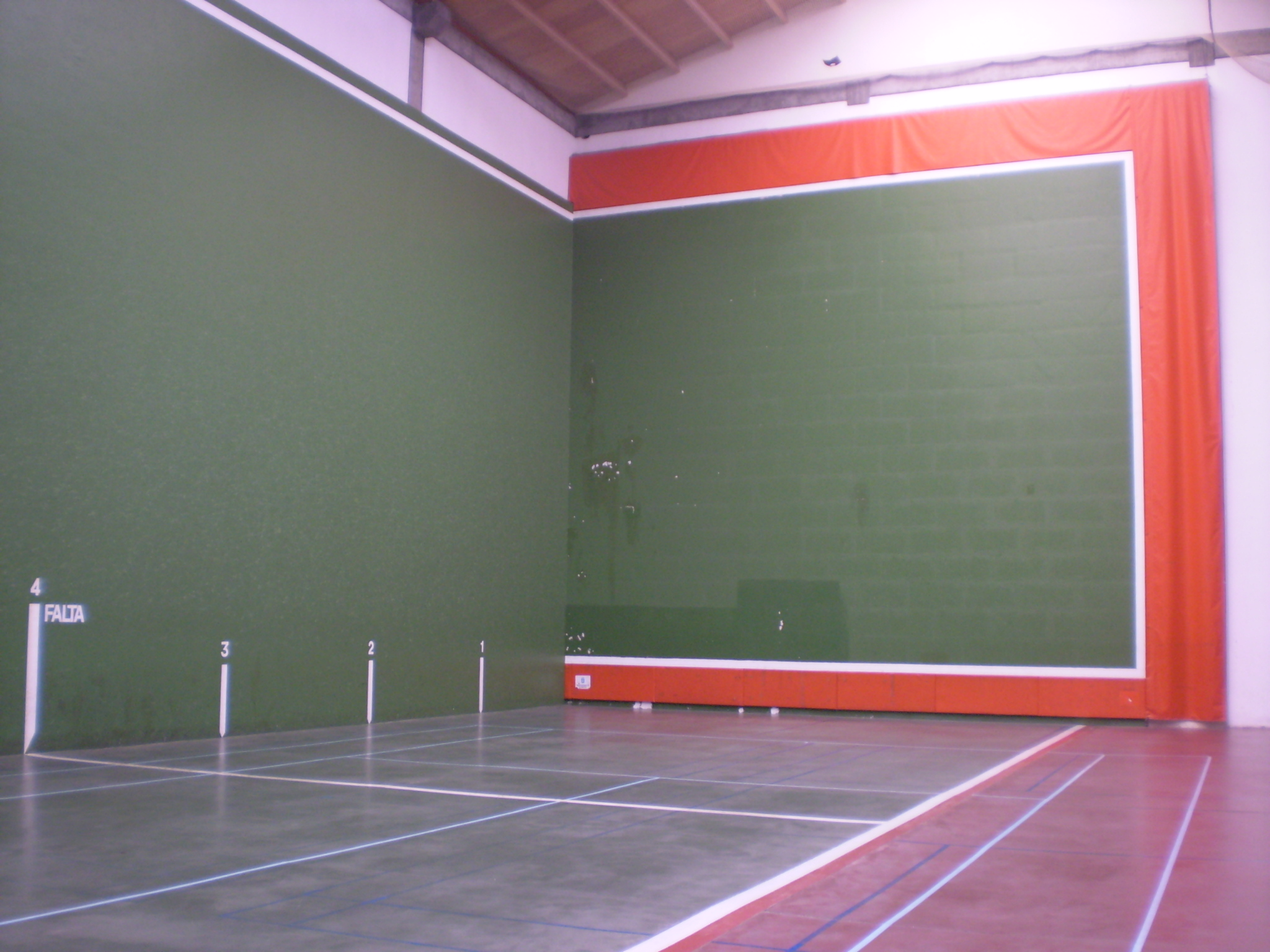
Frontón municipal de La Coruña

Se denomina modalidad al tipo de cancha donde se juega. En cada modalidad se juegan a su vez distintas especialidades.

### Frontón corto de 30 metros
El lugar de juego llamado frontón consta de un frontis (pared frontal), pared izquierda, rebote (pared trasera) y cancha (suelo). La longitud del frontón es de 30 metros; el alto y el ancho son de 10 metros cada uno.
Las especialidades que se juegan en este tipo de frontón son:
- Frontenis (masculino y femenino)
- Paleta Goma Argentina (masculino y femenino)

### Frontón corto de 36 metros
Igual que el anterior, pero con una longitud del frontón de 36 metros.
Las especialidades que se juegan en este tipo de frontón son:
- Mano individual (masculino)
- Mano parejas (masculino)
- Paleta Goma Maciza
- Paleta cuero (masculino)
- Pala corta (masculino)

### Frontón largo de 54 metros o Jai Alai
Igual que el resto de frontones, pero con una longitud del frontón de 54 metros.
Las especialidades que se juegan en este tipo de frontón son:
- Cesta punta (masculino)
- Remonte (masculino)
- Pala larga (masculino)

### Trinquete

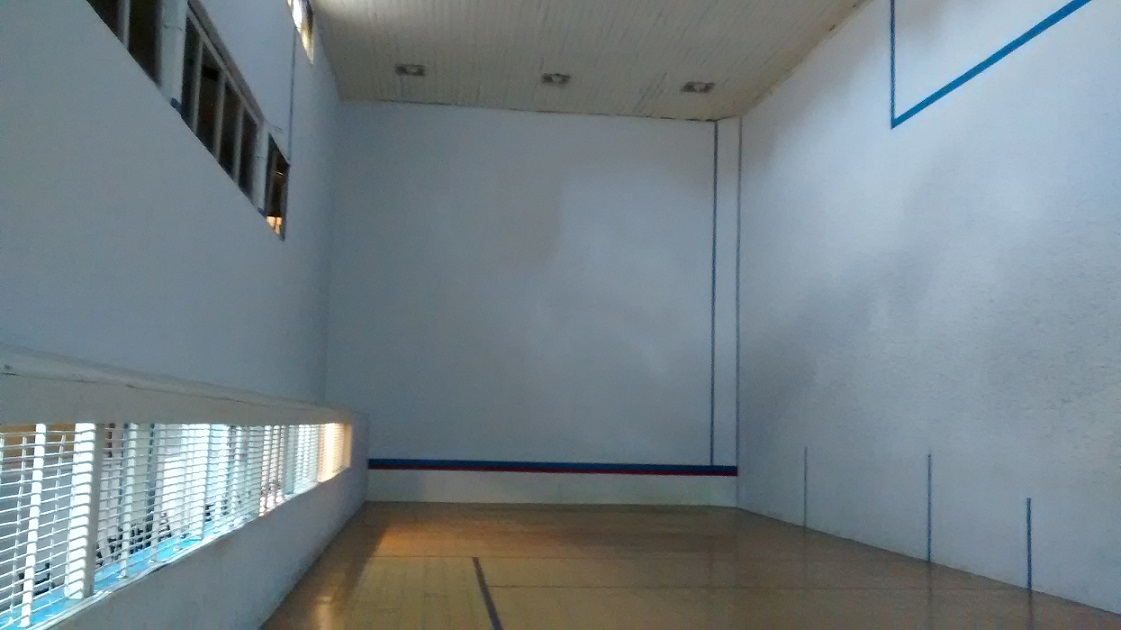
Trinquete antiguo (blanco) de Buenos Aires.

El trinquete es un frontón de cuatro paredes con una longitud de 28,50 metros. A lo largo de la pared izquierda, se extiende del «frontis» al «rebote» un tejadillo en plano inclinado. Debajo de este tejadillo se extiende una red. El frontis se une con la pared derecha mediante un plano inclinado llamado «fraile».
Las especialidades que se juegan en este tipo de frontón son:
- Mano individual (masculino)
- Mano parejas (masculino)
- Paleta cuero (masculino)
- Paleta goma (masculino y femenino)
- Xare o Share (masculino)
- Paleta goma maciza

## Especialidades de la pelota vasca
Se denomina especialidad al tipo de herramienta o implemento utilizado para el juego, es decir, a cada variante del juego que se practica en las distintas modalidades.

### Pelota mano

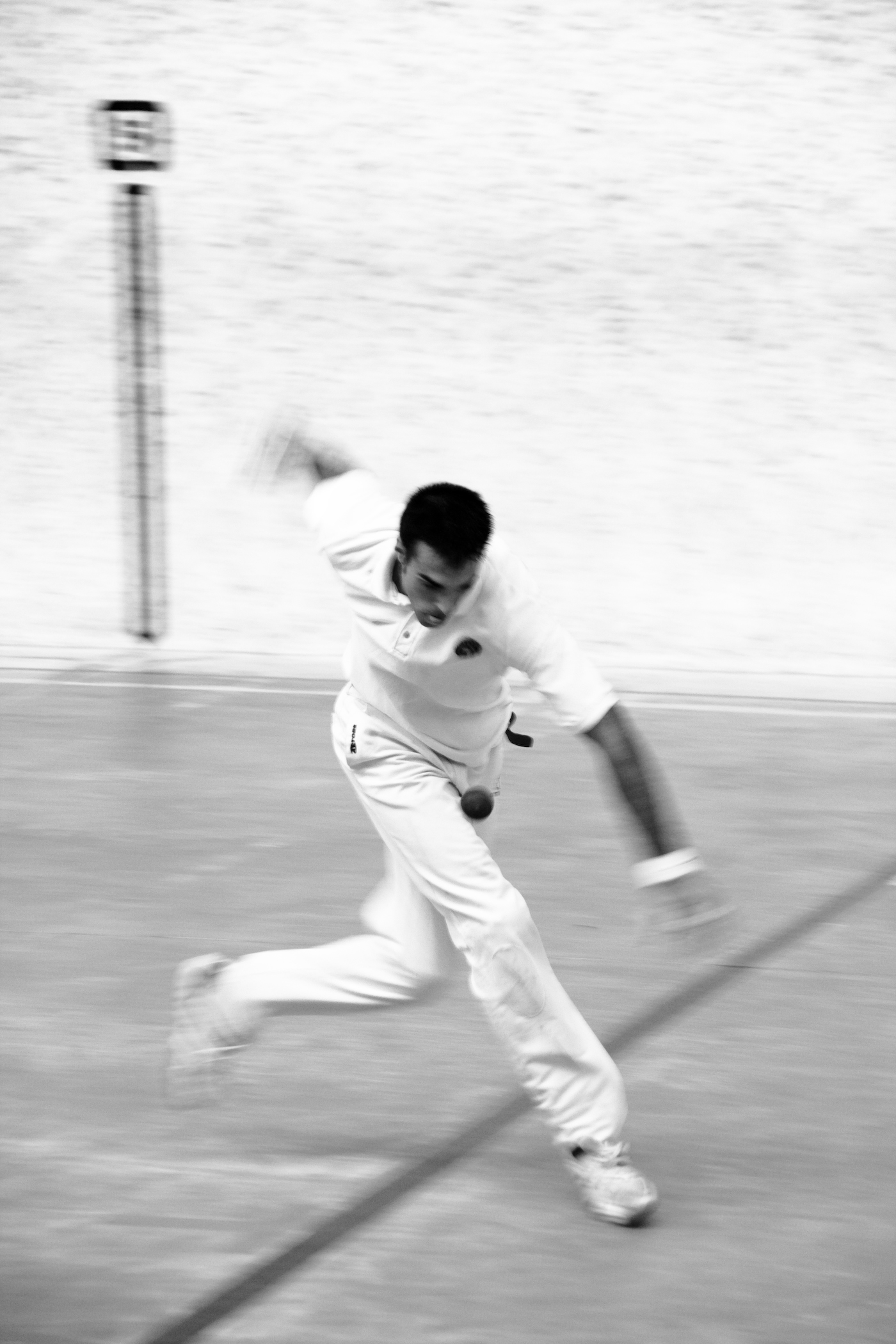
Pelotari de la especialidad de mano en el momento del saque.

La pelota a mano (esku pilota en euskera) es la especialidad de la pelota vasca en la que se juega utilizando únicamente la mano para golpear la pelota. Es la especialidad actualmente más popular en España, donde existen circuitos de pelotaris profesionales y en estos países está considerado el juego de pelota vasca por antonomasia.
Por su sentido primitivo, al ser la «forma natural» de jugar a la pelota, está considerada la especialidad básica de la pelota vasca, aunque paradójicamente como deporte profesional o espectáculo se desarrolló con posterioridad a las especialidades con herramientas.
La especialidad de mano se puede jugar en tres modalidades: plaza libre, trinquete y frontón corto; de forma individual (llamado «mano a mano» o «manomanista») o por parejas.
La plaza libre (una simple pared) es la modalidad más antigua. Fue modalidad de competición en los primeros Mundiales, pero desapareció con posterioridad de las modalidades oficiales al practicarse únicamente en el País Vasco francés, donde la mayor parte de los pueblos conservan este tipo de cancha.
En el País Vasco francés también comenzó a jugarse a mano en los trinquetes en el último tercio del siglo XIX. Los emigrantes vascofranceses llevaron los trinquetes a Uruguay y Argentina, donde ya surgieron grandes manistas a finales del siglo XIX que competían con los vascofranceses. La modalidad de trinquete sigue siendo la más popular en el País Vasco francés, donde existe un circuito de pelotaris profesionales, llamado «Elite Pro» de esta modalidad.
En el País Vasco, sin embargo, se popularizó otro tipo de cancha para el juego de mano, el frontón corto, que cuenta con una pared izquierda. A comienzos del siglo XX existían ya pelotaris profesionales de mano en frontones de pared izquierda, habiéndose mantenido la tradición de forma ininterrumpida hasta la actualidad. El juego de mano en España, extendido principalmente por el País Vasco, Navarra, Aragón, La Rioja, Castilla (Burgos, Cuenca, Madrid y Soria), se juega en este tipo de cancha y ha sido muy popular a lo largo de todo el siglo XX. Actualmente existe un circuito profesional, la Liga de Empresas de Pelota a Mano, que cuenta en estas regiones con mucho seguimiento y repercusión mediática, mucho mayor que cualquier otra especialidad de la pelota vasca.
Ha sido relativamente común que pelotaris especializados en una u otra modalidad hayan probado suerte con mayor o menor éxito en la otra. Varios pelotaris vascofranceses, formados en el trinquete, han logrado reseñables éxitos en el frontón de pared izquierda, y de manera análoga pelotaris de pared izquierda han competido con éxito con trinquetistas profesionales.
En América la pelota a mano no tiene la repercusión que tiene en España o Francia, aunque han surgido algunas figuras, especialmente en el trinquete, como el mexicano Alfredo Zea o el cubano Waltari Agustí.

### Paleta goma maciza
El término Paleta Goma Maciza hace referencia a una modalidad particular del juego de pelota en frontón. La paleta utilizada pesa entre 520 y 600 gramos aproximadamente y se fabrica en una sola pieza de madera de haya. Puede presentar agujeros en su superficie para reducir la resistencia del aire.
La pelota empleada se fabrica con caucho macizo, sin aire en su interior (a diferencia de la paleta argentina). Su peso oscila entre los 65 y 66 gramos. Los frontones donde se practica habitualmente tienen una longitud muy variable: entre 25 y 45 metros. Es una modalidad muy practicada en España (Navarra, País Vasco y La Rioja) y en Francia. En esta última hay un campeonato nacional. No existen competiciones internacionales.

### Pelota paleta
La pelota paleta o pelota argentina es una variante de la pelota vasca originada en la Argentina a comienzos del siglo XX, de práctica generalizada en ese país. Se caracteriza por utilizar una pala de madera llamada paleta, con forma de paleta vacuna, debido a que originalmente se usó como pala la paleta proveniente del vacuno.
Se practica en dos especialidades (paleta goma y paleta cuero), según se emplee pelota de goma o de cuero. Cada una de ellas con dos modalidades. A su vez, una de ellas admite prueba masculina y femenina. En total suman cinco pruebas posibles:
- Pelota goma, frontón 30 m, masculino
- Pelota goma, trinquete, masculino
- Pelota goma, trinquete, femenino
- Pelota cuero, trinquete, masculino
- Pelota cuero, frontón corto, masculino

Su invención se le atribuye unánimemente en la Argentina a Gabriel Martirén, el Sardina, un inmigrante de origen vascofrancés, radicado inicialmente en Burzaco, donde instaló un tambo lechero y dio origen a la pelota paleta en 1905, para mudarse luego a Diego de Alvear, provincia de Santa Fe. Martirén instaló «canchas» o frontones, donde se practicaba la pelota paleta con amplia difusión entre los gauchos que trabajaban en la lechería. Durante varios años se disputó en la Argentina la Copa Gabriel Martirén de pelota paleta, en memoria de quien es considerado su inventor.
En Irún se le ha atribuido la invención a Francisco Marticorena, un inmigrante de origen vasco, oriundo de Irún, quien se radicó en Buenos Aires, donde habría dado origen a la paleta en 1915.

### Cesta punta

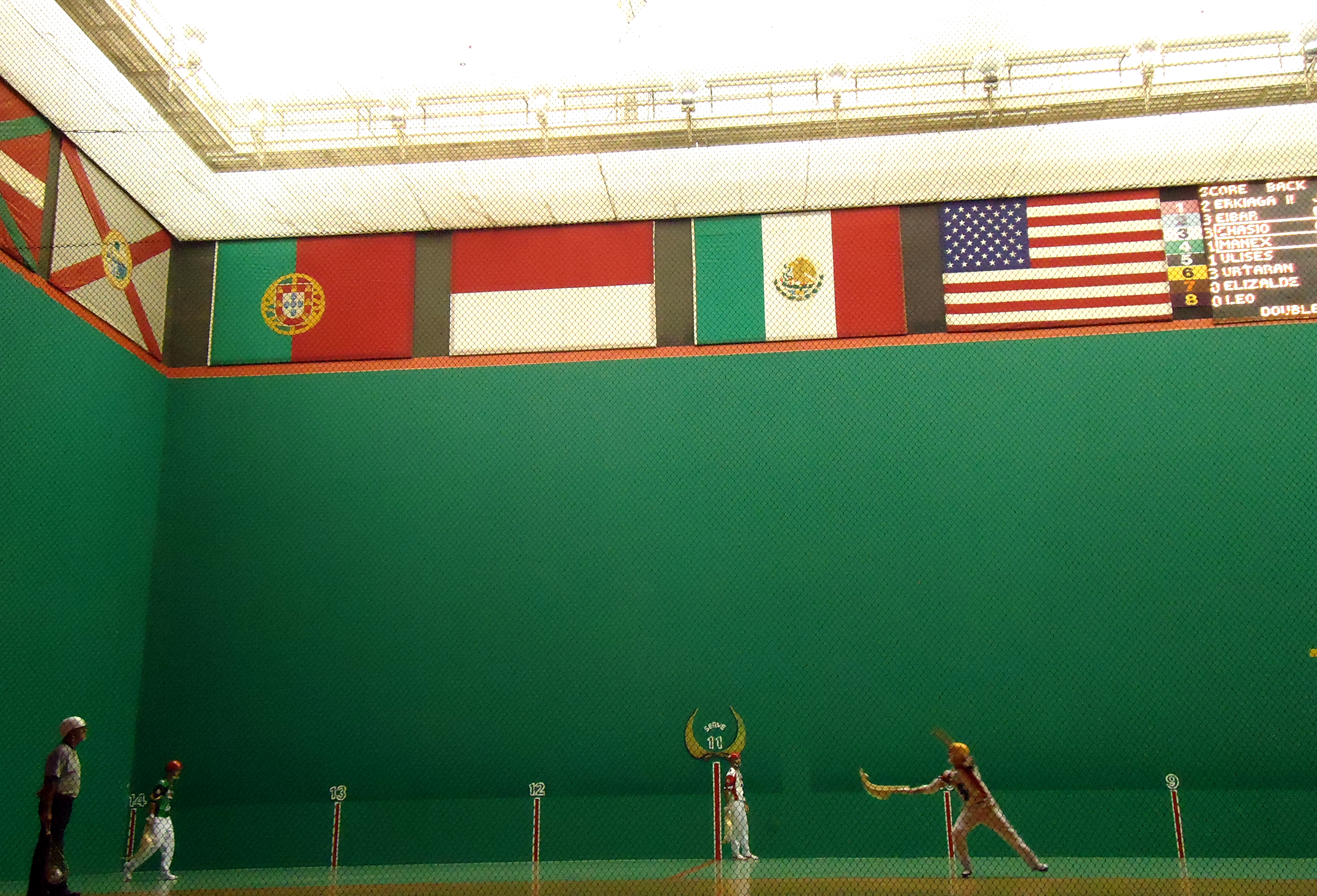
Dania Jai Alai

La cesta punta (zesta punta en vasco, cesta-punta en francés, jai-alai en inglés —del euskera ‘fiesta alegre’—) es una especialidad de la pelota vasca que se juega utilizando como herramienta una cesta de pelota. En la cesta punta, a diferencia de las restantes especialidades, la pelota no se devuelve directamente con la herramienta, sino que primero se recoge con la cesta y, tras tomar impulso, se devuelve hacia el frontón, debiendo ser este un movimiento fluido. La cesta punta se suele jugar en una única modalidad, en frontón largo de 54 metros y por parejas.
La cesta punta surgió en las últimas décadas del siglo XIX, inventada por un grupo de pelotaris vascos que practicaban el joko-garbi en frontones de la Argentina. Estos fueron introduciendo modificaciones en las tradicionales «chisteras» o «cestas» que se empleaban en la época para jugar al joko-garbi. La modificación consistió en hacer más grande la chistera e incorporarle un receptáculo para embolsar la pelota. Los pelotaris y el público descubrieron que el juego era mucho más fácil, rápido y vistoso permitiendo el atxiki o retención de la pelota con este nuevo tipo de cestas. La cesta punta volvió a cruzar el océano de vuelta y adquirió gran popularidad entre los vascos de ambos lados de la frontera, y de ahí comenzó una extensión imparable, primero por Francia y España y luego por medio mundo.
La cesta punta de trata de la más universal de las especialidades de «pelota vasca». El juego obtuvo gran popularidad en países como Cuba, México, Filipinas o Estados Unidos, donde fue conocido por el nombre de jai alai (expresión en vasco que significa ‘fiesta alegre’). En general, en los países donde no se juega a pelota vasca se identifica este deporte con el jai alai de los frontones de Florida. Se trata de un deporte que se suele jugar de manera profesional en frontones de varios países, ligado generalmente a quinielas de apuestas.

### Frontenis

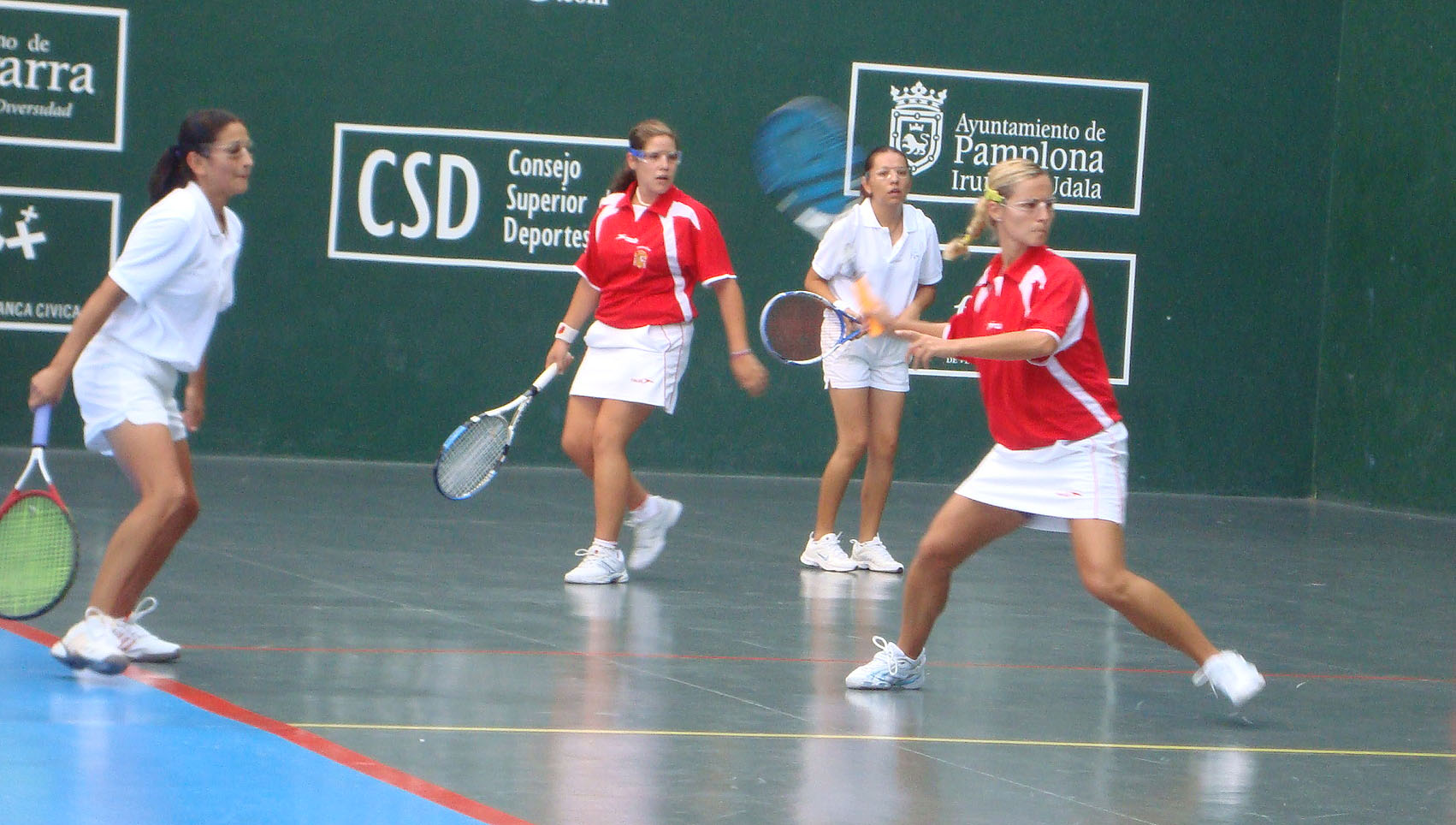
Partido de frontenis femenino.

El frontenis es una especialidad de la pelota vasca en la que la herramienta es una raqueta como la del tenis, con la diferencia que no tiene dimensiones definidas; por lo tanto el peso, el tamaño y tipo de encordado cambia. A grandes rasgos, es un deporte que se puede jugar por parejas o en individual (esta última modalidad no tiene representación internacional). El frontenis nació a principios del siglo XX en México, donde se empezó a jugar en frontones de pelota vasca con raquetas de tenis. Este país sigue en la actualidad siendo la potencia mundial de esta especialidad. Se juega en la modalidad de frontón de 30 metros, algo más corto que los frontones tradicionales de mano o pala corta y se utiliza para el juego una pelota de goma. El frontenis es una de las pocas especialidades en las que participan mujeres en competiciones internacionales, teniendo gran tradición la participación femenina en esta especialidad.

### Share

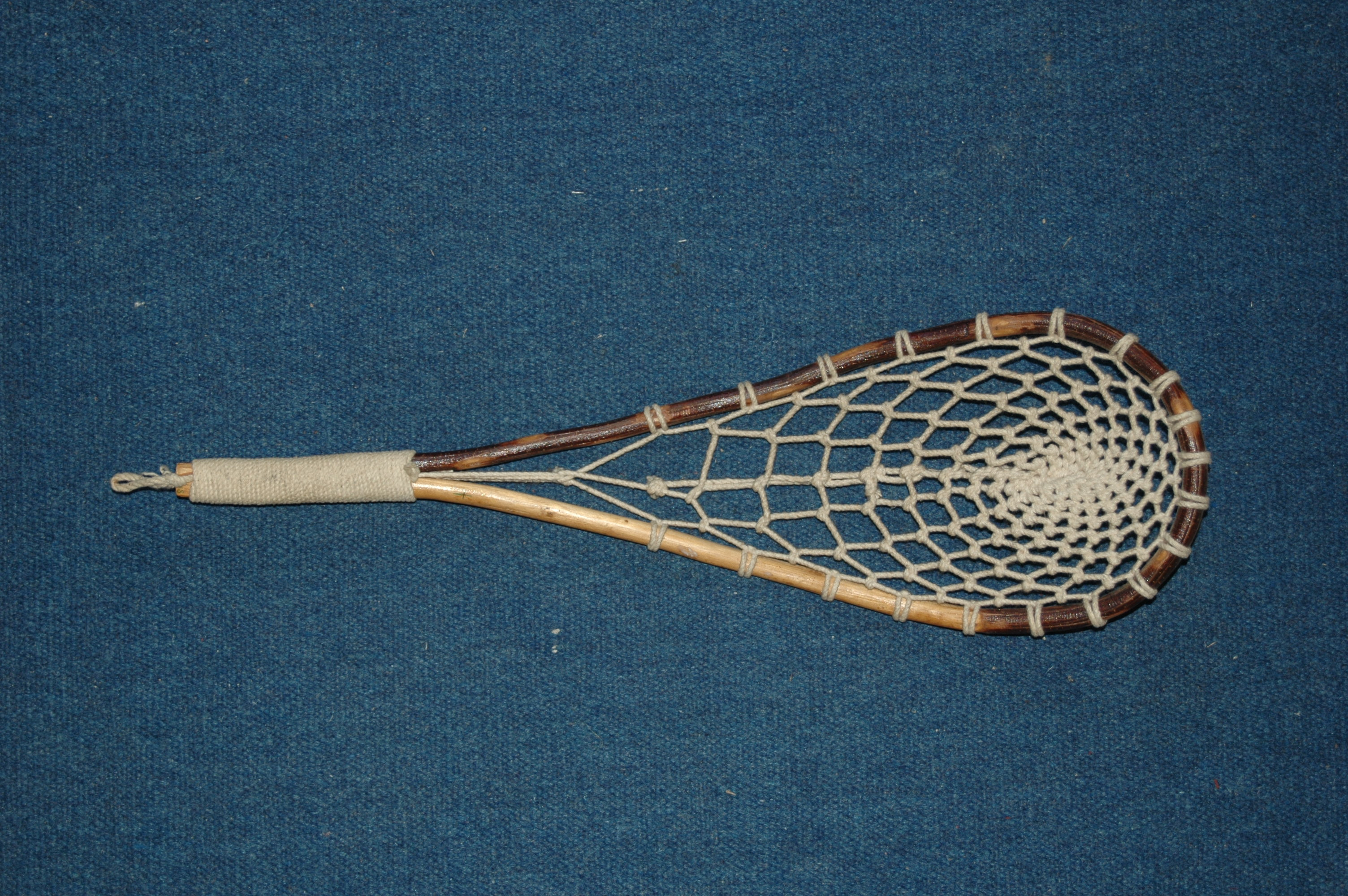
Herramienta para la modalidad de xare, con cierta similitud con una raqueta de tenis.

El juego de share o xare es una de las especialidades más minoritarias de la pelota vasca, entre las que se disputan a nivel internacional. La herramienta del share es similar a una raqueta de tenis, pero con unas medidas y dimensiones mucho menores. En su interior va unida una red de cuerda con poca tensión (la palabra vasca share significa ‘red’), que permite recibir y lanzar la pelota hacia el frontón, con un golpe de muñeca acompañado de un movimiento del brazo que le acompasa. El share surgió probablemente entre las colectividades de vascos emigrados a Argentina y Uruguay y se practica en la modalidad de trinquete.

### Frontball
El frontball es un juego concebido para combinar la extrema sencillez de sus reglas e instalaciones necesarias, con un juego dinámico, rápido y agresivo. Básicamente, se juega contra un único muro (frontis de 5 metros de alto) sin paredes laterales, sobre una cancha de 7,5 metros de ancho y 11 metros de largo.

### Otros
Al margen de las modalidades que se disputan en los Campeonatos del Mundo de Pelota Vasca, existen otras menos extendidas que hoy en día todavía se disputan de manera más local. En los frontones de 54 metros, se practica el remonte y la pala, y en Plaza se juega a pelota mano, pala, joko garbi y gran chistera.
En Perú se juega una modalidad llamada Paleta frontón, conocida en los demás países de Latinoamérica como "Frontón Peruano", que está en rápido crecimiento.  
La Pelota Olímpica es otra modalidad de Pelota Vasca que aún no tiene competencias internacionales establecidas. Esta modalidad que se juega en trinquete y se practica fundamentalmente en Argentina (donde se le denomina "Pelota Núcleo o "chamba") y en Uruguay (donde se la conoce popularmente como "Pelota Azul"), siendo la modalidad más extendida en ese país relegando a las especialidades internacionales a un lugar secundario tiene competencias oficiales de la Federación Uruguaya de Pelota y algunos torneos binacionales donde participan pelotaris uruguayos y argentinos.
Todas estas modalidades anteriores son las denominadas juegos indirectos, en los que la pelota debe golpear en el frontis antes de ser devuelta por el rival. No obstante, también existen los juegos directos (tipo tenis) como el guante-laxoa, mahi jokoa, bote luzea, pasaka y rebote.

## Esquema de un frontón
- Wikimedia Commons alberga una galería multimedia sobre Frontón.

Esta es la representación de un típico frontón de pelota vasca. Puede haber frontones ligeramente diferentes (Trinquete), y no todos tienen la misma longitud, pero esta es la configuración básica y típica:

## Campeonatos del Mundo de pelota vasca
Desde 1952, la Federación Internacional de Pelota Vasca organiza los Campeonatos del Mundo de pelota vasca, los cuales están reservados para pelotaris de categoría aficionados, excluyéndose por tanto a cualquier pelotari que sea o haya sido profesional.

### Medallero
Historial desde 1952 (incluido 2015):
|   | País           | Oro | Plata | Bronce | Total |
| - | -------------- | --- | ----- | ------ | ----- |
| 1 | España         | 63  | 68    | 32     | 163   |
| 2 | Francia        | 62  | 53    | 39     | 154   |
| 3 | Argentina      | 47  | 23    | 14     | 84    |
| 4 | México         | 41  | 39    | 25     | 105   |
| 5 | Uruguay        | 5   | 29    | 14     | 48    |
| 6 | Cuba           | 2   | 4     | 12     | 18    |
| 7 | Estados Unidos | 0   | 1     | 2      | 3     |
| 8 | Chile          | 0   | 0     | 6      | 6     |

Nota 1: Se contabiliza en primer lugar el total de las medallas de oro, luego las de plata y en último lugar las de bronce.
Nota 2: Desde 1952 hasta 1970 no se disputan medallas de bronce.
Nota 3: La tabla incluye todas las modalidades, incluida la Plaza Libre que se disputó en los mundiales de 1952, 1955 y 1958.

## Retransmisión de partidos por televisión
Desde hace años, se retransmiten semanalmente partidos de pelota a mano en la televisión vasca (ETB1) los viernes por la noche, mientras que los sábados retransmitía los partidos Nitro para todo el territorio nacional, pasándose en la actualidad los domingos por la mañana en La Sexta.
El centro territorial de Televisión Española en La Rioja también emite semanalmente el programa «Escuela de pelota», con seguimiento del Torneo Interpueblos y pelotaris profesionales riojanos como invitados. Además, todos los domingos por la mañana, las televisiones regionales de España (Aragón, Castilla y León, Extremadura, Valencia, Castilla-La Mancha, etc.) retransmiten partidos de pelota a partir de las 10:00 h, en el programa «Pelota a Mano».
Popular TV La Rioja emite para el territorio riojano los partidos profesionales, gracias a un acuerdo con ETB, todos los viernes y domingos. Asimismo los domingos se lleva a cabo en dicho canal una tertulia que lleva el título de «4 a 100».
En Castilla y León se emite igualmente pelota, existiendo un circuito propio organizado por CyLTV.

## Pelota en la ficción

### Televisión
- El capítulo 4 «The Arrangements» de la tercera temporada de la serie estadounidense Mad Men gira en torno a un cliente estadounidense que quiere introducir el Jai Alai o Cesta punta en los Estados Unidos. Aparecen numerosas referencias al deporte y a su origen vasco.
- Una breve escena de pelota aparecía en las cortinillas iniciales de la serie de televisión estadounidense Miami Vice, entre otras imágenes de Miami. En 1986, en su tercera temporada, la trama del episodio 47 «Kill shot», dirigido por el cubano León Ichaso, implicaba a un jugador de cesta punta llamado Tico Arriola (personificado por el mexicano Fernando Allende), y concluía con un espectacular partido.
- En el episodio 22 de la 2.ª temporada de la serie norteamericana Los Simpson llamado "Blood Feud" (Sangre Nueva en Latinoamérica), después de recibir una donación de sangre se ve al señor Burns jugar pelota vasca con mucha energía.[23]
- En otro episodio de Los Simpson, "Helter Shelter" (Buscando refugio desesperadamente en España y Un nuevo hogar en Latinoamérica) episodio 05 de la temporada 14, cuando Homero y su familia van a visitar a Lenny, éste vive al lado de un frontón donde en ese momento están jugando dos pelotaris.[24]
- En Los Padrinos Mágicos el villano de la historieta Barbilla Roja, Rodillera de Bronce, solía ser el tercer mejor jugador de Jai-alai del País Vasco.

### Cine
- En la película La noche avanza (Roberto Gavaldón, 1952) Pedro Armendáriz interpreta a un arrogante pelotari, mujeriego y vanidoso, campeón del Frontón México.
- La película Airbag comienza con un partido entre Julián Retegui y Rubén Beloki, que fue rodado para la película, ya que ambos pelotaris nunca se han enfrentado en un partido mano a mano.
- En Tasio (Montxo Armendáriz, 1984) el protagonista es un buen pelotari de su zona en la modalidad de plaza.
- En la película El planeta de los simios (2011), se ven unos soldados simios que usan chisteras (las cuales son usadas en la variante Cesta punta de este deporte) para lanzar bolas incendiarias contra los protagonistas.
- En la película El sustituto (1996) aparece uno de los personajes jugando en una pista de pelota vasca.

### Documentales
- Around the World with Orson Welles (1955) de Orson Welles.
- Pelotari (1964) de Néstor Basterretxea y Fernando Larruquert, con Acarregui, Atano III, Atano X, Cortabitarte, Gallastegui y Ogueta.
- Pelota (1984) de Ole John y Jørgen Leth con Atano III, Atano X, J.M. Berasaluce, Joseph Laduche, Jean-Pierre Laruche, Retegui, Cripriano Ruiz y Tolosa.
- La pelota vasca, la piel contra la piedra (2003) de Julio Medem reutiliza imágenes de las anteriores, así como escenas de otros deportes vascos. En este documental el juego de pelota es una metáfora de la situación sociopolítica vasca.

### Pelota vasca en la literatura
- Pelotari (2009) de Marcelino Izquierdo Vozmediano, con prólogo de Titín III. Editorial Buscarini. Colección «La Imprenta de Armando» n.º 4 (ISBN 978-84-935995-8-4).
- El pelotari y sus manos (1995) de Ander Letamendia. Bizkaiko Ikastolen Elkartea (ISBN 978-84-88646-06-4).
- Eloy Gaztelumendi un pelotari irunés (1993) de Ander Letamendia. Gikpukoako Kutxa (ISBN 978-84-7173-212-5).
- Pelota, pelotari, frontón (1983), de Miguel Pelay Orozco. Ediciones Poniente (ISBN 978-84-85935-19-2).
- Pelotari: su entorno (1973) de José Luis Flores Lazcano. Departamento de Cultura de la Diputación Foral de Vizcaya (ISBN 978-84-500-6029-4).
- El pelotari de mano (1993) de Ander Letamendia. Gipuzkoako Kutxa (ISBN 978-84-7173-212-5).
- Historia de la Pelota en Navarra (2002) de Diario de Navarra (ISBN 84-89103-38-0).
- Nosotros Los Vascos, Juegos y Deportes (Volumen I, La Pelota Vasca). Lur Argitaletxea, SA (ISBN 84-7099-261-9).
- Pelota vasca: un ritual, una estética (2005) de Olatz González-Abrisketa. Muelle de Uribitarte Editores (ISBN 978-84-92199-89-1).